# Argentina i olympiska sommarspelen 1984
Argentina deltog i de olympiska sommarspelen 1984 med en trupp bestående av 82 deltagare, men ingen av landets deltagare erövrade någon medalj.

## Boxning
| Idrottare           | Gren            | Första omgången      | Andra omgången        | Tredje omgången      | Kvartsfinal          | Semifinal            | Final                | Final            |                  |
| Idrottare           | Gren            | Motståndare Resultat | Motståndare Resultat  | Motståndare Resultat | Motståndare Resultat | Motståndare Resultat | Motståndare Resultat | Placering        |                  |
| ------------------- | --------------- | -------------------- | --------------------- | -------------------- | -------------------- | -------------------- | -------------------- | ---------------- | ---------------- |
| Rubén Carballo      | Flugvikt        | Bye                  | Ramírez (DOM) L (RSC) | Gick inte vidare     | Gick inte vidare     | Gick inte vidare     | Gick inte vidare     | Gick inte vidare |                  |
| Pedro Ruben Decima  | Bantamvikt      | Bye                  | Mukuta (ZAI) W 5–0    | Öner (TUR) W 4–1     | Walters (CAN) L 0–5  | Gick inte vidare     | Gick inte vidare     | Gick inte vidare |                  |
| Daniel R. Dominguez | Weltervikt      | Léon (MEX) L 0–5     | Gick inte vidare      | Gick inte vidare     | Gick inte vidare     | Gick inte vidare     | Gick inte vidare     | Gick inte vidare |                  |
| Gustavo Ollo        | Lätt mellanvikt | Bye                  | Galeano (PAR) W 5–0   | Zielonka (FRG) L 0–5 | Gick inte vidare     | Gick inte vidare     | Gick inte vidare     | Gick inte vidare |                  |
| Antonio Corti       | Mellanvikt      | N/A                  | Bauer (FRG) W 5–0     | Škaro (YUG) L 1–4    | Gick inte vidare     | Gick inte vidare     | Gick inte vidare     | Gick inte vidare |                  |
| Roberto Oviedo      | Lätt tungvikt   | N/A                  | Bye                   | Wilson (GBR) L (RSC) | Gick inte vidare     | Gick inte vidare     | Gick inte vidare     | Gick inte vidare | Gick inte vidare |

## Brottning
| Idrottare        | Gren                             | Omgång 1                          | Final                |
| Idrottare        | Gren                             | Motståndare Resultat              | Motståndare Resultat |
| ---------------- | -------------------------------- | --------------------------------- | -------------------- |
| Daniel Navarrete | Fjädervikt, fristil              | Santoro (FRA) L La Bruna (ITA) L  | Gick inte vidare     |
| Daniel Navarrete | Fjädervikt, grekisk-romersk stil | Gabriel (FRG) L Jalabert (FRA) L  | Gick inte vidare     |
| Boris Goldstein  | Lättvikt, fristil                | Betancourt (PUR) L Şeker (TUR) L  | Gick inte vidare     |
| Boris Goldstein  | Lättvikt, grekisk-romersk stil   | Al-Nakdali (SYR) L Sipilä (FIN) L | Gick inte vidare     |
| Oscar Strático   | Weltervikt, fristil              | Olawale (NGR) L Bambe (CMR) L     | Gick inte vidare     |
| Oscar Strático   | Weltervikt, grekisk-romersk stil | Helbing (FRG) L Tallroth (SWE) L  | Gick inte vidare     |

## Cykling

### Landsväg
| Cyklist    | Gren                | Tid | Placering |
| ---------- | ------------------- | --- | --------- |
| Luis Biera | Herrarnas linjelopp | –   | DNF       |

### Bana
Sprint
| Cyklist           | Gren             | Första omgången (Återkval) | Första omgången (Återkval) | Andra omgången (Återkval) | Åttondelsfinal (Återkval) | Kvartsfinal          | Semifinal            | Final                | Final            |
| Cyklist           | Gren             | Tid                        | Placering                  | Tid                       | Tid                       | Motståndare Resultat | Motståndare Resultat | Motståndare Resultat | Placering        |
| ----------------- | ---------------- | -------------------------- | -------------------------- | ------------------------- | ------------------------- | -------------------- | -------------------- | -------------------- | ---------------- |
| Marcelo Alexandre | Herrarnas sprint | 11,87                      | 1 Q                        | 12,68 Q                   | 12,30 Q                   | Vails (USA) L 0–2    | Gick inte vidare     | Gick inte vidare     | Gick inte vidare |
| Claudio Iannone   | Herrarnas sprint | 11,51                      | 2 1 Q                      | 11,79 Q                   | DNQ                       | Gick inte vidare     | Gick inte vidare     | Gick inte vidare     | Gick inte vidare |

Förföljelse
| Idrottare                                                      | Gren                     | Kval    | Kval      | 1:a omgången       | 1:a omgången     | Semifinal        | Semifinal        | Final            | Final            |
| Idrottare                                                      | Gren                     | Tid     | Placering | Motståndare Tid    | Placering        | Motståndare Tid  | Placering        | Motståndare Tid  | Placering        |
| -------------------------------------------------------------- | ------------------------ | ------- | --------- | ------------------ | ---------------- | ---------------- | ---------------- | ---------------- | ---------------- |
| Pedro Caino                                                    | Herrarnas förföljelse    | OVT     | OVT       | Gick inte vidare   | Gick inte vidare | Gick inte vidare | Gick inte vidare | Gick inte vidare | Gick inte vidare |
| Gabriel Curuchet                                               | Herrarnas förföljelse    | 4:55,07 | 16 Q      | Hegg (USA) 4:51.04 | 2                | Gick inte vidare | Gick inte vidare | Gick inte vidare | Gick inte vidare |
| Pedro Caino, Gabriel Curuchet, Juan Curuchet, Eduardo Trillini | Herrarnas lagförföljelse | 4:32,25 | 9         | Gick inte vidare   | Gick inte vidare | Gick inte vidare | Gick inte vidare | Gick inte vidare | Gick inte vidare |

Poänglopp
| Cyklist           | Gren                | Kval         | Kval      | Final        | Final     |
| Cyklist           | Gren                | Poäng        | Placering | Poäng        | Placering |
| ----------------- | ------------------- | ------------ | --------- | ------------ | --------- |
| Juan Curuchet     | Herrarnas poänglopp | 35 (–1 varv) | 2 Q       | 20 (–1 varv) | 5         |
| Juan Carlos Haedo | Herrarnas poänglopp | 19 (–1 varv) | 7 Q       | 1 (–3 varv)  | 20        |

Tempolopp
| Cyklist           | Gren                | Tid Hastighet (Km/h) | Placering |
| ----------------- | ------------------- | -------------------- | --------- |
| Marcelo Alexandre | Herrarnas tempolopp | 1:07,29 53,499       | 7         |

## Friidrott
Herrar
| Idrottare         | Gren                         | Heat     | Heat      | Semifinal        | Semifinal        | Final            | Final            |
| Idrottare         | Gren                         | Resultat | Placering | Resultat         | Placering        | Resultat         | Placering        |
| ----------------- | ---------------------------- | -------- | --------- | ---------------- | ---------------- | ---------------- | ---------------- |
| Rubén Aguiar      | Herrarnas maraton            | N/A      | N/A       | N/A              | N/A              | 2:31:18          | 59               |
| Pedro Cáceres     | Herrarnas 3 000 meter hinder | 8:50,02  | 10        | Gick inte vidare | Gick inte vidare | Gick inte vidare | Gick inte vidare |
| Julio César Gómez | Herrarnas 5 000 meter        | 14:28,48 | 11        | Gick inte vidare | Gick inte vidare | Gick inte vidare | Gick inte vidare |
| Julio César Gómez | Herrarnas 10 000 meter       | 29:58,06 | 12        | N/A              | N/A              | Gick inte vidare | Gick inte vidare |
| Omar Ortega       | Herrarnas 1 500 meter        | DNF      | –         | Gick inte vidare | Gick inte vidare | Gick inte vidare | Gick inte vidare |

Damer
| Idrottare         | Gren                    | Heat     | Heat      | Semifinal        | Semifinal        | Final            | Final            |
| Idrottare         | Gren                    | Resultat | Placering | Resultat         | Placering        | Resultat         | Placering        |
| ----------------- | ----------------------- | -------- | --------- | ---------------- | ---------------- | ---------------- | ---------------- |
| Liliana Arigoni   | Damernas höjdhopp       | 1,80     | 24        | N/A              | N/A              | Gick inte vidare | Gick inte vidare |
| Beatriz Capotosto | Damernas 100 meter häck | 13,90    | 4         | Gick inte vidare | Gick inte vidare | Gick inte vidare | Gick inte vidare |
| Liliana Góngora   | Damernas 1 500 meter    | 4:28,02  | 9         | N/A              | N/A              | Gick inte vidare | Gick inte vidare |
| Liliana Góngora   | Damernas 3 000 meter    | 9:41:14  | 9         | N/A              | N/A              | Gick inte vidare | Gick inte vidare |

## Fäktning
Herrar
| Idrottare                                                       | Gren                   | Inledande omgång 1 | Inledande omgång 1 | Inledande omgång 2 | Inledande omgång 2 | Inledande omgång 3 | Inledande omgång 3 | Sextondelsfinal (Återkval) | Åttondelsfinal (Återkval) | Kvartsfinal          | Semifinal            | Final                |
| Idrottare                                                       | Gren                   | W–L Record         | Grupp Placering    | W–L Record         | Totalt Placering   | W–L Record         | Totalt Placering   | Motståndare Resultat       | Motståndare Resultat      | Motståndare Resultat | Motståndare Resultat | Motståndare Resultat |
| --------------------------------------------------------------- | ---------------------- | ------------------ | ------------------ | ------------------ | ------------------ | ------------------ | ------------------ | -------------------------- | ------------------------- | -------------------- | -------------------- | -------------------- |
| José María Casanovas                                            | Herrarnas sabel        | 0–5                | 6                  | Gick inte vidare   | Gick inte vidare   | Gick inte vidare   | Gick inte vidare   | Gick inte vidare           | Gick inte vidare          | Gick inte vidare     | Gick inte vidare     | Gick inte vidare     |
| Csaba Gaspar                                                    | Herrarnas värja        | 0–4                | 4                  | Gick inte vidare   | Gick inte vidare   | Gick inte vidare   | Gick inte vidare   | Gick inte vidare           | Gick inte vidare          | Gick inte vidare     | Gick inte vidare     | Gick inte vidare     |
| Sergio Luchetti                                                 | Herrarnas värja        | 2–3                | 2 Q                | 0–5                | 46                 | Gick inte vidare   | Gick inte vidare   | Gick inte vidare           | Gick inte vidare          | Gick inte vidare     | Gick inte vidare     | Gick inte vidare     |
| Sergio Luchetti                                                 | Herrarnas florett      | 3–2                | 4 Q                | 1–3                | 34                 | Gick inte vidare   | Gick inte vidare   | Gick inte vidare           | Gick inte vidare          | Gick inte vidare     | Gick inte vidare     | Gick inte vidare     |
| Marcelo Magnasco                                                | Herrarnas värja        | 1–3                | 5                  | Gick inte vidare   | Gick inte vidare   | Gick inte vidare   | Gick inte vidare   | Gick inte vidare           | Gick inte vidare          | Gick inte vidare     | Gick inte vidare     | Gick inte vidare     |
| Atilio Tass                                                     | Herrarnas sabel        | 2–3                | 5 Q                | 1–3                | 25                 | Gick inte vidare   | Gick inte vidare   | Gick inte vidare           | Gick inte vidare          | Gick inte vidare     | Gick inte vidare     | Gick inte vidare     |
| Sergio Turiace                                                  | Herrarnas florett      | 1–4                | 4 Q                | 0–4                | 38                 | Gick inte vidare   | Gick inte vidare   | Gick inte vidare           | Gick inte vidare          | Gick inte vidare     | Gick inte vidare     | Gick inte vidare     |
| Csaba Gaspar, Sergio Luchetti, Marcelo Magnasco, Sergio Turiace | Herrarnas värja, lag   | 0–3                | 4                  | N/A                | N/A                | N/A                | N/A                | N/A                        | N/A                       | Gick inte vidare     | Gick inte vidare     | Gick inte vidare     |
| Csaba Gaspar, Sergio Luchetti, Marcelo Magnasco, Sergio Turiace | Herrarnas florett, lag | 0–2                | 3                  | N/A                | N/A                | N/A                | N/A                | N/A                        | N/A                       | Gick inte vidare     | Gick inte vidare     | Gick inte vidare     |

Damer
| Idrottare                                                  | Gren                  | Inledande omgång 1 | Inledande omgång 1 | Inledande omgång 2 | Inledande omgång 2 | Inledande omgång 3 | Inledande omgång 3 | Sextondelsfinal (Återkval) | Åttondelsfinal (Återkval) | Kvartsfinal          | Semifinal            | Final                |
| Idrottare                                                  | Gren                  | W–L Record         | Grupp Placering    | W–L Record         | Totalt Placering   | W–L Record         | Totalt Placering   | Motståndare Resultat       | Motståndare Resultat      | Motståndare Resultat | Motståndare Resultat | Motståndare Resultat |
| ---------------------------------------------------------- | --------------------- | ------------------ | ------------------ | ------------------ | ------------------ | ------------------ | ------------------ | -------------------------- | ------------------------- | -------------------- | -------------------- | -------------------- |
| Sandra Giancola                                            | Damernas florett      | 0–6                | 6                  | Gick inte vidare   | Gick inte vidare   | Gick inte vidare   | Gick inte vidare   | Gick inte vidare           | Gick inte vidare          | Gick inte vidare     | Gick inte vidare     | Gick inte vidare     |
| Silvana Giancola                                           | Damernas florett      | 1–5                | 6                  | Gick inte vidare   | Gick inte vidare   | Gick inte vidare   | Gick inte vidare   | Gick inte vidare           | Gick inte vidare          | Gick inte vidare     | Gick inte vidare     | Gick inte vidare     |
| María Alicia Sinigaglia                                    | Damernas florett      | 2–4                | 5                  | Gick inte vidare   | Gick inte vidare   | Gick inte vidare   | Gick inte vidare   | Gick inte vidare           | Gick inte vidare          | Gick inte vidare     | Gick inte vidare     | Gick inte vidare     |
| Sandra Giancola, Silvana Giancola, María Alicia Sinigaglia | Damernas florett, lag | 0–3                | 4                  | N/A                | N/A                | N/A                | N/A                | N/A                        | N/A                       | Gick inte vidare     | Gick inte vidare     | Gick inte vidare     |

## Judo
| Idrottare          | Gren                     | Omgång 1             | Omgång 2             | Kvartsfinal          | Semifinal            | Final                | Återkval 1           | Återkval 2           | Återkval 3           |
| Idrottare          | Gren                     | Motståndare Resultat | Motståndare Resultat | Motståndare Resultat | Motståndare Resultat | Motståndare Resultat | Motståndare Resultat | Motståndare Resultat | Motståndare Resultat |
| ------------------ | ------------------------ | -------------------- | -------------------- | -------------------- | -------------------- | -------------------- | -------------------- | -------------------- | -------------------- |
| Jorge di Noco      | Herrarnas extra lättvikt | Yeung (HKG) W        | Liddie (USA) L       | Gick inte vidare     | Gick inte vidare     | Gick inte vidare     | Gick inte vidare     | Gick inte vidare     | Gick inte vidare     |
| Alejandro Strático | Herrarnas mellanvikt     | Vincent (NZL) L      | Gick inte vidare     | Gick inte vidare     | Gick inte vidare     | Gick inte vidare     | Gick inte vidare     | Gick inte vidare     | Gick inte vidare     |
| Fabián Lannutti    | Herrarnas halv tungvikt  | Jensen (DEN) L       | Gick inte vidare     | Gick inte vidare     | Gick inte vidare     | Gick inte vidare     | Gick inte vidare     | Gick inte vidare     | Gick inte vidare     |
| Ricardo Andersen   | Herrarnas tungvikt       | N/A                  | Nelson (USA) L       | Gick inte vidare     | Gick inte vidare     | Gick inte vidare     | Gick inte vidare     | Gick inte vidare     | N/A                  |

## Kanotsport
| Idrottare      | Gren                 | Heat    | Heat      | Återkval | Återkval  | Semifinal | Semifinal | Final            | Final            |
| Idrottare      | Gren                 | Tid     | Placering | Tid      | Placering | Tid       | Placering | Tid              | Placering        |
| -------------- | -------------------- | ------- | --------- | -------- | --------- | --------- | --------- | ---------------- | ---------------- |
| Atilio Vásquez | Herrarnas K-1 500 m  | 1:58,18 | 7         | 1:53,71  | 3 Q       | 1:56,06   | 5         | Gick inte vidare | Gick inte vidare |
| Atilio Vásquez | Herrarnas K-1 1000 m | 4:03,86 | 5         | 4:04,42  | 2 Q       | 4:07,15   | 5         | Gick inte vidare | Gick inte vidare |

## Ridsport
Hoppning
Individuell hoppning
| Ryttare          | Häst                | Omgång 1 | Omgång 1  | Omgång 2         | Omgång 2         | Omgång 2         | Final            | Final            |
| Ryttare          | Häst                | Straff   | Placering | Straff           | Totalt           | Placering        | Straff           | Placering        |
| ---------------- | ------------------- | -------- | --------- | ---------------- | ---------------- | ---------------- | ---------------- | ---------------- |
| Justo Albarracín | Collon Cura de Tatu | 26,50    | 40        | Gick inte vidare | Gick inte vidare | Gick inte vidare | Gick inte vidare | Gick inte vidare |
| Martín Mallo     | Gonzo               | Gav upp  | Gav upp   | Gick inte vidare | Gick inte vidare | Gick inte vidare | Gick inte vidare | Gick inte vidare |
| Eduardo Zone     | Cardal              | 48,25    | =46       | Gick inte vidare | Gick inte vidare | Gick inte vidare | Gick inte vidare | Gick inte vidare |

Lagtävling i hoppning
| Idrottare                                                | Häst                                             | Omgång 1 | Omgång 1  | Omgång 2         | Omgång 2         | Omgång 2         | Final            | Final            |
| Idrottare                                                | Häst                                             | Straff   | Placering | Straff           | Totalt           | Placering        | Straff           | Placering        |
| -------------------------------------------------------- | ------------------------------------------------ | -------- | --------- | ---------------- | ---------------- | ---------------- | ---------------- | ---------------- |
| Justo Albarracín Martín Mallo Adrián Melosi Eduardo Zone | Collon Cura de Tatu Who Knows Lilly Gonzo Cardal | 85,75    | 15        | Gick inte vidare | Gick inte vidare | Gick inte vidare | Gick inte vidare | Gick inte vidare |

## Rodd
Herrar
| Idrottare                                                       | Gren              | Heat    | Heat      | Återkval | Återkval  | Semifinal        | Semifinal        | Final            | Final            | Final |
| Idrottare                                                       | Gren              | Tid     | Placering | Tid      | Placering | Tid              | Placering        | Tid              | Placering        |       |
| --------------------------------------------------------------- | ----------------- | ------- | --------- | -------- | --------- | ---------------- | ---------------- | ---------------- | ---------------- | ----- |
| Ricardo Ibarra                                                  | Singelsculler     | 7:27,60 | 1 Q       | Bye      | Bye       | 7:22,42          | 2 Q              | 7:14,59          | 5                |       |
| Rubén D'Andrilli, Claudio Guindón                               | Tvåa utan styrman | 7:00,87 | 4         | 7:04,33  | 2 Q       | 7:08,35          | 5                | Gick inte vidare | Gick inte vidare |       |
| Oscar Bonini, Gustavo Calderón, Omar Ferrari, Federico Lungwitz | Scullerfyra       | 6:28,20 | 5         | 6:29,36  | 4         | Gick inte vidare | Gick inte vidare | Gick inte vidare | Gick inte vidare |       |

## Segling
| Seglare                                            | Gren       | Lopp       | Lopp | Lopp     | Lopp | Lopp | Lopp   | Lopp   | Poäng | Placering |
| Seglare                                            | Gren       | 1          | 2    | 3        | 4    | 5    | 6      | 7      | Poäng | Placering |
| -------------------------------------------------- | ---------- | ---------- | ---- | -------- | ---- | ---- | ------ | ------ | ----- | --------- |
| Jorge García Velazco                               | Windglider | 23,0       | 15,0 | 22,4 YMP | 29,0 | 24,0 | 21,0   | (31,0) | 134,4 | 17        |
| Carlos A. Irigoyen, Gonzalo Heredia                | 470        | (35.0) DSQ | 5,7  | 14,0     | 19,0 | 16,0 | 16,0   | 20,0   | 90,7  | 10        |
| Martín Ferrari, Sergio Sinistri                    | Tornado    | 21,0       | 20,0 | 18,0     | 19,0 | 10,0 | 20,0   | (23,0) | 108,0 | 15        |
| Pedro Ferrero, Alberto Llorens, Carlos Sanguinetti | Soling     | 21,0       | 21,0 | 18,0     | 5,7  | 20,0 | (23,0) | 8,0    | 93,7  | 13        |

## Simhopp
| Hoppare        | Gren          | Kval   | Kval      | Final            | Final            |
| Hoppare        | Gren          | Poäng  | Placering | Poäng            | Placering        |
| -------------- | ------------- | ------ | --------- | ---------------- | ---------------- |
| Verónica Ribot | Damernas 10 m | 324,21 | 15        | Gick inte vidare | Gick inte vidare |
| Verónica Ribot | Damernas 3 m  | 443,25 | 9 Q       | 422,52           | 12               |